# Madalena do Mar
Madalena do Mar es una freguesia portuguesa del municipio de  Ponta do Sol, con 2,07 km² de extensión y 687 habitantes (2001). Densidad: 332 hab/km². Se encuentra a una latitud 32.6833 (32°41') Norte y a una longitud 17.133 (17°8') Oeste, a una altitud de 5 metros sobre el nivel del mar. Madalena do Mar dispone de una carretera que la comunica con los municipios de Calheta y Funchal.  La actividad económica principal es el cultivo de plátano. La freguesia está bañada por el océano Atlántico al sur.

## Historia
El nombre del municipio fue elegido por un legendario príncipe polaco del siglo XV, Henry Allemão. Tras la derrota de la Batalla de Varna (1444) el terrateniente portugués João Gonçalves Zarco le cedió tierras en la isla de Madeira, donde fundó una finca en la que construyó una capilla dedicada a Santa María Magdalena.

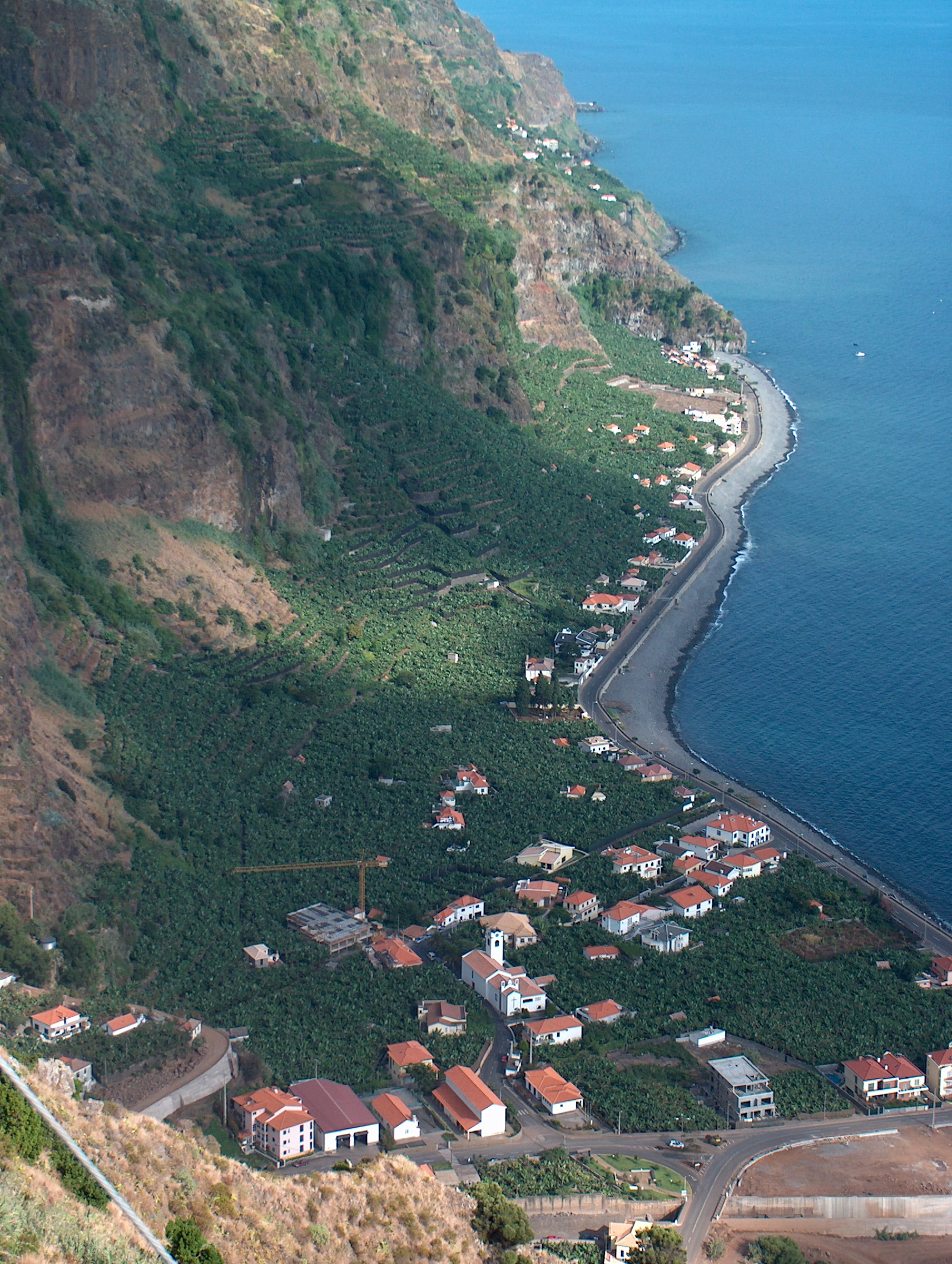

## Freguesiaspróximas
- Arco da Calheta, oeste y noroeste
- Canhas, nordeste y este